# Torella del Sannio
Torella del Sannio – miejscowość i gmina we Włoszech, w regionie Molise, w prowincji Campobasso.
Według danych na rok 2004 gminę zamieszkiwało 897 osób, 56,1 os./km².